# Zapadna Hercegovina
Zapadna Hercegovina je manja regija na jugozapadnom dijelu Bosne i Hercegovine. Regija se proteže od krajnjeg juga Federacije BiH, Jablaničkog jezera na istoku, hrvatske granice na zapadu, te Ljubušom i prijevojem Malovan na sjeveru.

## Gradovi
Najveći grad zapadne Hercegovine, kao i cijele Hercegovine je Mostar. Ostali gradovi koji pripadaju zapadnoj Hercegovini su: Posušje, Grude, Široki Brijeg, Čitluk, Ljubuški i Tomislavgrad.

## Klima i reljef
Klima je kontinentalna te u nekim dijelovima mediteranska. Ljeta su vruća s veoma malo padalina, dok su zime obilježene padalinama. Reljef je kao i u ostatku Hercegovine i u Dalmaciji kamenit i krševit, s krškim poljima i dosta planina. 
Zbog pogodne klime u južnijim dijelovima zapadne Hercegovine uzgajaju se naranče, mandarine, grožđe te razno drugo povrće, posebno u dolini rijeke Neretve. 
Znanstvenici smatraju da je krš nastao zbog utjecaja jakih vjetrova koji su u ovoj kraju česti, te da su oni kroz dugo vremensko razdoblje odnosili površinski sloj. Podzemni slojevi s dosta špilja i podvodnih rijeka su privlačni za speologe i ljubitelje prirode.

## Stanovništvo
Zapadna Hercegovina je jedini dio BiH, u kojem su Hrvati velika većina. Od ostalih naroda najzastupljeniji su Bošnjaci. Zapadna Hercegovina, kao i mnoge druge regije u BiH i Hrvatskoj su suočene s velikim iseljavanjem naroda. To je prvenstveno bio problem u sedamdesetim i osamdesetim godinama, kada su mnogi "trbuhom za kruhom" otišli u strane zemlje. No problem je nažalost i danas prisutan. Mnogi ljudi zbog loše ekonomske situacije i dalje napuštaju svoj rodni kraj. Teško je procijeniti, koliko točno stanovnika živi u zapadnoj Hercegovini, jer se zadnji popis stanovništva obavio 1991. Od tada su se broj stanovnika i demografska slika znatno promijenili.

## Zanimljivosti
Većinski hrvatski narod u Zapadnoj Hercegovini jezično je, kulturno-povijesno i civilizacijski sastavnim dijelom cjeline hrvatskoga naroda. Humačka ploča iz 11.stoljeća je prvorazredni hrvatski zapadnohercegovački kulturni spomenik. U tom kulturološkom kontekstu nastala je i znamenita Sarajevska deklaracija o hrvatskom jeziku od 28. siječnja 1971., koju je supotpisala nekolicina hrvatskih književnika rođenjem iz Zapadne Hercegovine.
Početkom 1970-tih mnogi ljudi iz ovog kraja su odlazili u Njemačku na privremeni rad iz ekonomskih razloga. Manji dio se selio u Zagreb i Dalmaciju. 
O "popularnosti" iseljavanja u Njemačku i Zagreb su pisane svojedobno su se pričale anegdote i vicevi. Tako se o Zagrebu govorilo kao o gradu s najvećim brojem Hercegovaca. Po toj anegdoti se muškoj novorođenčadi u Hercegovini stavljala karta Zagreba. Vratiti se iz Njemačke u Hercegovinu s Mercedesom je bila stvar prestiža.